# Chalcosoma atlas
Chalcosoma atlas är en skalbaggsart som beskrevs av Carl von Linné 1758. Chalcosoma atlas ingår i släktet Chalcosoma och familjen Dynastidae. Inga underarter finns listade i Catalogue of Life.

## Bildgalleri

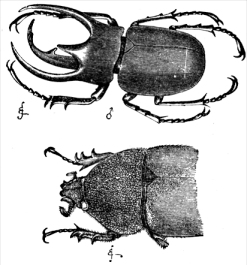
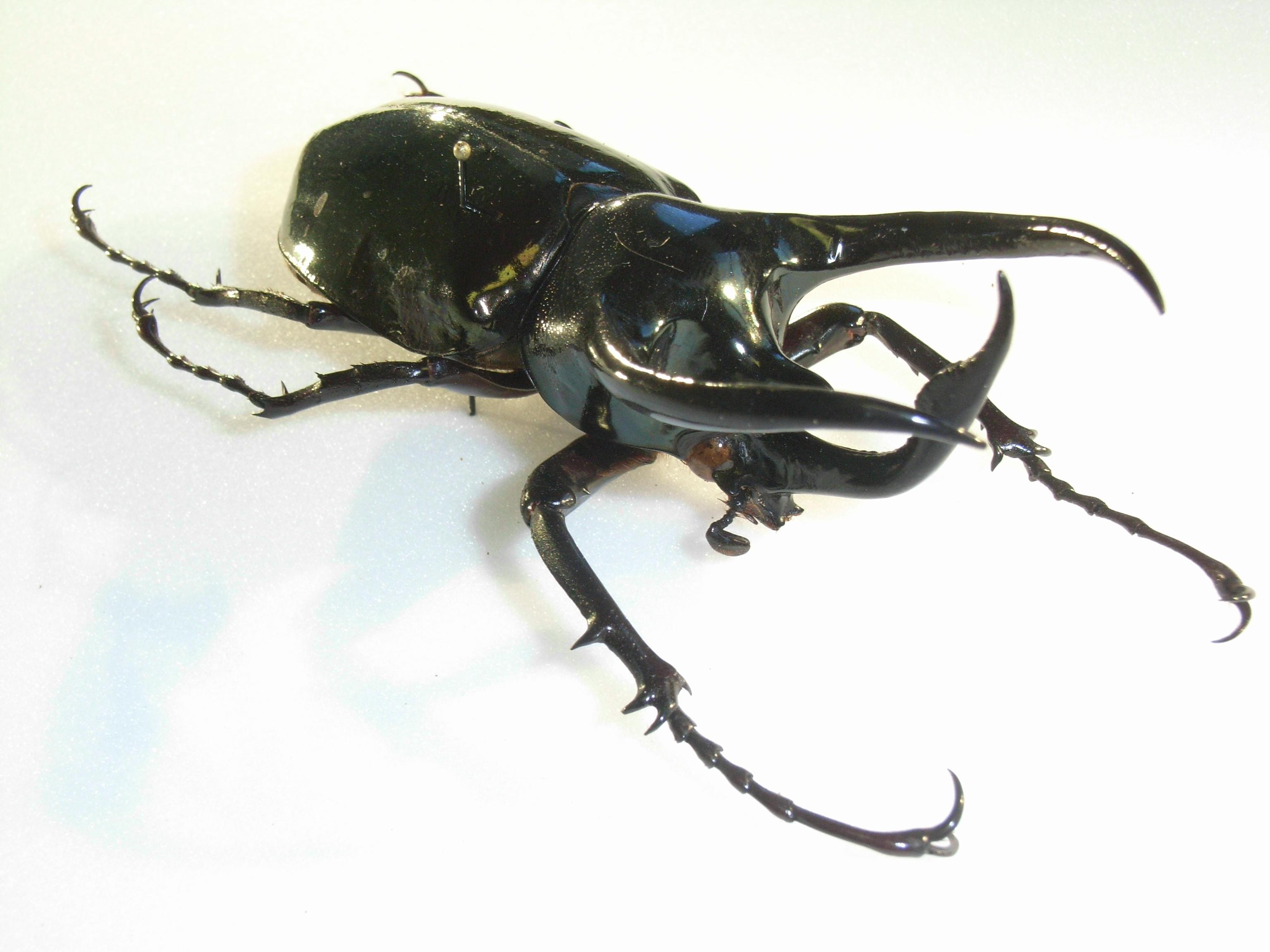
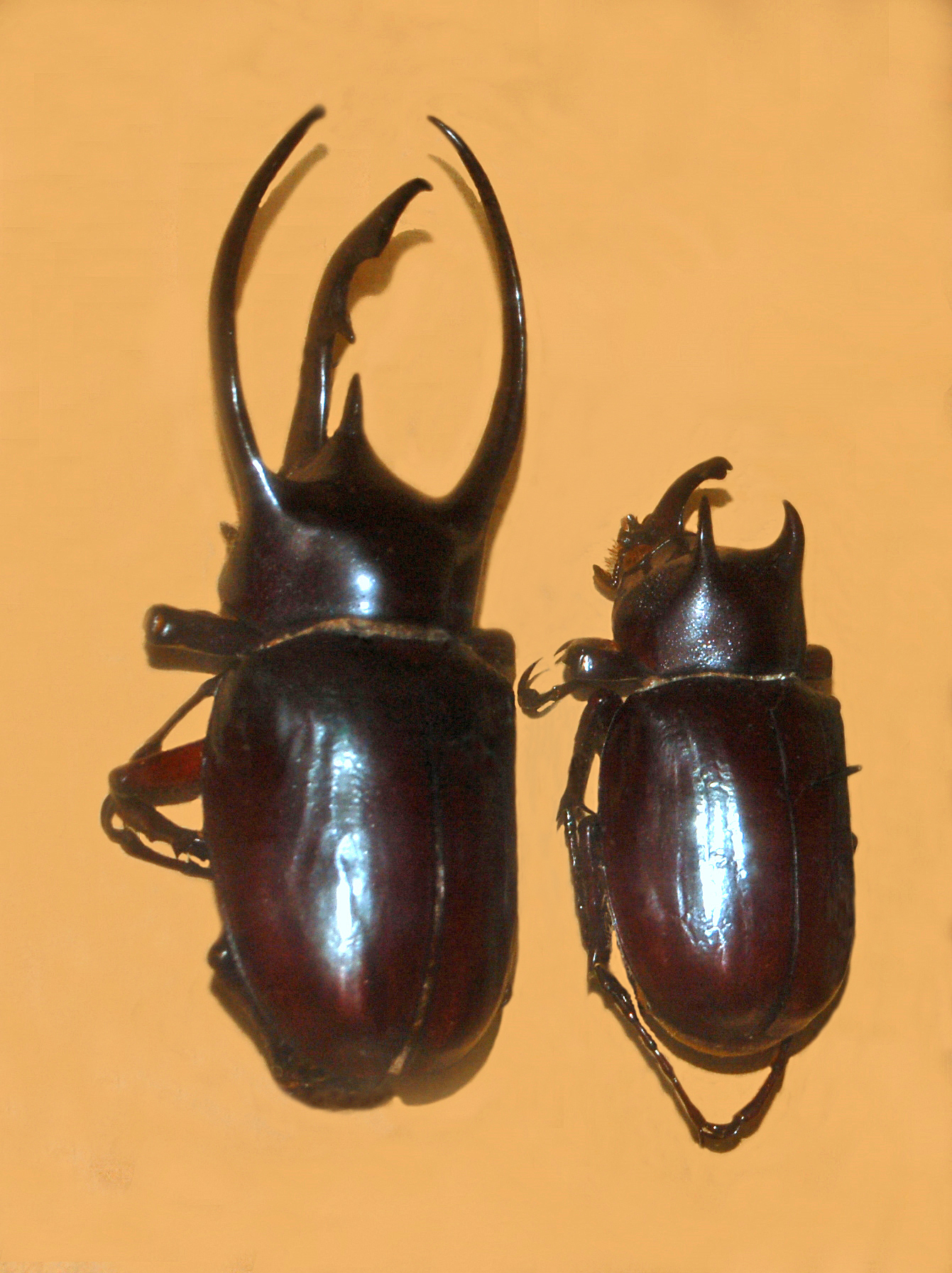
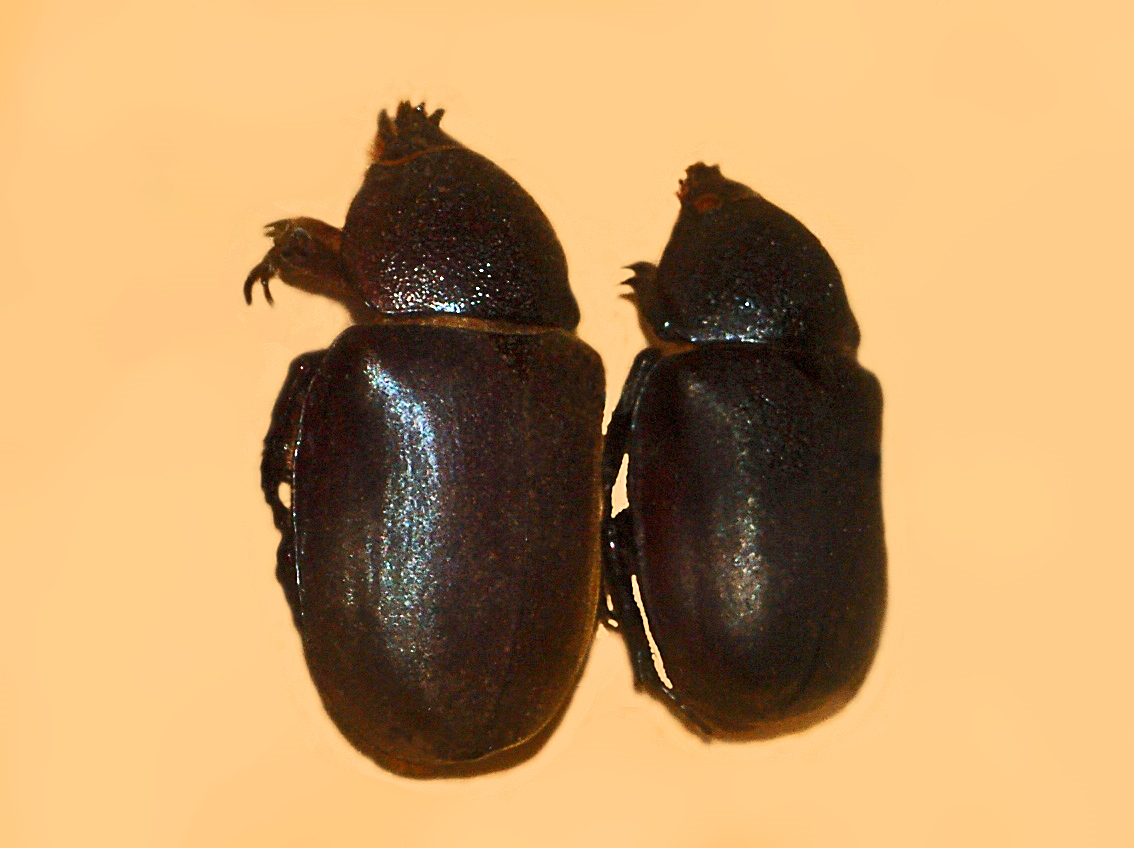